# 5505-ös mellékút (Magyarország)
Az 5505-ös mellékút egy bő 33 kilométeres hosszúságú, négy számjegyű mellékút Bács-Kiskun vármegye déli részén; az 55-ös főút csávolyi szakaszától vezet Csátalja községig és az 51-es főútig. Egyik fő feladata, hogy összekösse Baja keleti és déli vonzáskörzetét a város érintése nélkül.

## Nyomvonala
Csávoly központjában ágazik ki az 55-ös főútból, annak a 85+400-as kilométerszelvényénél, dél-délkelet felé. Dél felé indul, Petőfi Sándor utca néven, így éri el a belterület déli szélét is, mintegy 1,3 kilométer megtétele után. 1,9 kilométer megtételét követően már Felsőszentiván külterületei közt húzódik, de lakott helyeket ott nem érint, hiszen a központja ennek a községnek is az 55-ös főút mentén, az 5505-ös nyomvonalától északkeletre helyezkedik el.
3,2 kilométer után Bácsbokod határai között folytatódik; az ötödik kilométere előtt elhalad a település repülőterének létesítményei mellett, majd a hetedik kilométerét elhagyva beér a község lakott területére. Damjanich János utca, majd Kossuth Lajos utca néven húzódik a központig, ott keresztezi az 5501-es utat, annak az 50+700-as kilométerszelvényénél, a folytatásban pedig már Széchenyi István utca néven halad addig, amíg – a lakott terület déli széle közelében, a 9. kilométerét elhagyva – el nem éri a Bátaszék–Kiskunhalas-vasútvonal, illetve Bácsbokod-Bácsborsód vasútállomás térségét. Egy nyugati irányú hurokkal keresztezi a vasutat, majd visszatér az addig követett nyomvonalához és úgy folytatódik tovább dél felé, lakóházak, majd iparterületek közt, Borsódi út néven.
10,7 kilométer után átszeli Bácsborsód északi határszélét, de ott szinte azonnal ismét belterületek közt húzódik, települési neve itt Dózsa György utca. A 12. kilométerénél beletorkollik kelet felől, bő 20 kilométer megtételét követően az 5508-as út, a községben hátralévő – már alig több, mint fél kilométernyi – belterületi szakasza a Hunyadi János utca nevet viseli. Bácsborsód déli külterületei közt egyre inkább délnyugati irányt vesz, így halad akkor is, amikor – 17,4 kilométer után – kiágazik belőle dél felé az 55 109-es számú mellékút; ez a település egyik határközeli, különálló külterületi községrészébe vezet.
A 19+150-es kilométerszelvénye közelében szeli át Gara határát, a települést kevéssel a 23. kilométere előtt éri el, ahol a Páncsics Miklós út nevet veszi fel; az elnevezés a legendás, helyi születésű futballista emlékét hivatott őrizni. A központba érkezve, a 24+250-es kilométerszelvénye táján az út találkozik az 5506-os úttal, ott északnak fordul, így nagyjából egy kilométernyi közös szakaszuk következik, kilométer-számozás tekintetében ellentétes irányban számozódva. A közös szakasz a Kossuth Lajos utca nevet viseli, amitől az 5505-ös út a belterület északi részén válik el nyugati irányban, a Csátaljai út nevet viselve. 25,5 kilométer után hagyja maga mögött a település legnyugatibb házait, és 28,5 kilométer után lép ki teljesen a határai közül.
Csátalja az útjába eső, utolsó település, melynek lakott területét nagyjából 31,7 kilométer után éri el, ott nagyjából nyugati irányba haladva. Garai utca a települési neve a község keleti részében, majd a központhoz közelítve a Kossuth Lajos utca nevet veszi fel. Így is ér véget, a település központja közelében, beletorkollva az 51-es főútba, annak a 179+300-as kilométerszelvényénél.
Teljes hossza, az országos közutak térképes nyilvántartását szolgáló kira.gov.hu adatbázisa szerint 33,281 kilométer.

## Története
1934-ben a kereskedelem- és közlekedésügyi miniszter 70 846/1934. számú rendelete a Csávolytól Bácsborsódig húzódó szakaszát harmadrendű főúttá nyilvánította, a Csávoly-Katymár közti 542-es főút részeként.

## Települések az út mentén
- Csávoly
- (Felsőszentiván)
- Bácsbokod
- Bácsborsód
- Gara
- Csátalja